# استاروتورایوو (شهرستان کالتاسینسکی، باشقیرستان)
استاروتورایوو (انگلیسی: Staroturayevo, Kaltasinsky District, Republic of Bashkortostan) یک شهرک در شهرستان کالتاسینسکی استان باشقیرستان کشور روسیه است.